# Tapinocyba barsica
Tapinocyba barsica är en spindelart som beskrevs av Gábor von Kolosváry 1934. Tapinocyba barsica ingår i släktet Tapinocyba och familjen täckvävarspindlar.
Artens utbredningsområde är Ungern. Inga underarter finns listade i Catalogue of Life.